# 県主
県主（あがたぬし）は、律令制が導入される以前のヤマト王権の職種・姓（かばね）の一つである。

## 概要
県主は、国造（くにのみやつこ）や伴造（とものみやつこ）の「ミヤツコ」よりも古い「ヌシ」の称号をもち、名代・子代の制よりも古めかしい奉仕形態をとることから、3 - 4世紀（古墳時代初期）に成立したと考えられている。「国」が日本氏姓制古代国家の行政目的で作られた行政制度であるのに対し、「県」は発生と発展がもっと自然の性格をもつ。
記紀によると、神武東征において神武天皇に帰順した弟磯城を磯城県主に任じたと見える（神武紀2年2月乙巳条）。磯城県は「延喜式」神名上の磯城瑞籬宮（現桜井市金屋に比定）を中心として設定されたと考えられる。磯城県主は大王家との婚姻関係を結び、綏靖天皇以下6代に皇妃を入れたと伝えられる。
魏志倭人伝に現れる倭国の国名のうち、北九州など少なくとも一部が県主に比定されるが関連は不明。
ヤマト王権が直轄する地方行政区分の一つに県（あがた）があり、県（あがた）は、国の下部に有った行政区分と言われている。ただし、古くは国と県を同列に扱っていたとする説もあり、古くはその地方の豪族が治めていた小国家の範囲であったと考えられる。しかしながらその詳細は律令国が整備される前の行政区分であるためはっきりとはしていない部分が多い。
県主は、西日本に集中し、東日本には比較的少なかった。西日本に県主が多く設置された理由として、ヤマト王権の支配が確立する時期が倭建命東征の時代と遅かった東日本に対し、ヤマト王権の早期である崇神天皇朝に多くの国造を設置した西日本では、豪族の支配地域をヤマト王権が掌握する支配体制の整備が早くから行われた為と考えられる。なお畿内の県主達は神武天皇朝の早期から設置されたが、磯城縣主（三輪氏族）、葛城主殿縣主（鴨氏）、菟田縣主のように先住氏族を県主に任命したものと、春日縣主・曾布縣主（中臣氏）のように神武東征の随行者を県主に任命したものがある。
八色の姓の導入や律令制度が導入された後も姓自体は存続していた。
近代でも県主が使われている例があり、主要な例に賀茂神社の賀茂県主氏などがある。

## 語源説
- 西岡秀雄はアイヌ語で酋長を「アンコタンヌシパ」ということから、鼻音を落とすと「アコタヌシ」となり、それが訛った結果として、アガタヌシが生じたという説を唱えている[6]。
- 語源学では古くから（後述書 p.5）「上田」説と「吾田」説、つまり、「高所の意」と「勢力圏の意」の両説があるが、楠原佑介によれば、アガタの「タ」は田ではなく、「処＝ト」の転であると考えられるとする[7]。

## 備考
- 新野直吉は「ミヤツコは朝廷の官職だが県主は違う」という説を唱えた[8]。
- 県主に関連した地名・職名として、「県守（あがたもり）」があり、『和名類聚抄』武蔵国橘樹郡の郷名や『日本書紀』仁徳天皇67年条の吉備中国の川鴨河県守淵に地名起源伝説が記載されている[9]。